# نابغه شیطانی سکسی
نابغه شیطانی سکسی (به انگلیسی: Sexy Evil Genius) فیلمی محصول سال ۲۰۱۳ و به کارگردانی شاون پیلر است. در این فیلم بازیگرانی همچون ست گرین، کتی سکف، ویلیام بالدوین، میشل تراکتنبرگ و هارولد پرینو ایفای نقش کرده‌اند.